# Levenhagen
Levenhagen er en by og kommune i det nordøstlige Tyskland, beliggende i Amt Landhagen i den nordvestlige del af Landkreis Vorpommern-Greifswald. Landkreis Vorpommern-Greifswald ligger i delstaten Mecklenburg-Vorpommern.

## Geografi
Levenhagen er beliggende omkring fem kilometer vest for Greifswald, syd for floden Ryck. Bundesstraße B 109 går igennem kommunen, og munder ud i ringvejen omkring Greifswald (Bundesstraße 105) øst for byen. Motorvejen A 20 passerer sydvest for kommunen.
Ud over Levenhagen findes landsbyerne Alt Ungnade, Boltenhagen og Heilgeisthof i kommunen.

## Eksterne kilder og henvisninger
- Wikimedia Commons har flere filer relateret til Levenhagen
- Byens side Arkiveret 12. december 2016 hos  Wayback Machine på amtets websted
- Befolkningsstatistik (Webside ikke længere tilgængelig)